# Districte de Dholpur
El districte de Dholpur és una divisió administrativa del Rajasthan amb capital a Dholpur (ciutat). Té una superfície de 3084 km² i una població de 982.815 habitants (2001). El riu Chambal forma el seu límit sud amb l'estat de Madhya Pradesh.
El 1949 el principat va quedar integrat al districte de Bharatpur. Va formar un districte separat el 1982 amb quatre dels tehsils de Bharatpur (Dholpur, Rajakhera, Bari i Baseri o Basedi).
Administrativament està format per quatre subdivisions: 
- Dholpur
- Badi
- Rajakhera
- Basedi

I cinc tehsils:
- Dholpur
- Badi
- Rajakhera
- Basedi
- Saipau